# Zygomyia setosa
Zygomyia setosa is een muggensoort uit de familie van de paddenstoelmuggen (Mycetophilidae). De wetenschappelijke naam van de soort is voor het eerst geldig gepubliceerd in 1938 door G. Barendrecht.
Het holotype was verzameld door  Johannes Cornelis Hendrik de Meijere in 1891 in Amsterdam. Het bevond zich in diens collectie die hij aan het zoölogisch museum van Amsterdam had geschonken.